# Jiří Raška
Jiří Raška (Frenštát pod Radhoštěm, 4 februari 1941 - aldaar, 20 januari 2012) was een Tsjechisch schansspringer.

## Carrière
Raška won tijdens de spelen van 1968 de gouden medaille van de kleine schans en de zilveren medaille van de grote schans. Raška won tijdens het Vierschansentoernooi driemaal de wedstrijd van Bischofshofen en eenmaal de wedstrijd van Garmisch-Partenkirchen. In 1971 won Raška het Vierschansentoernooi zonder één wedstrijd te winnen.

## Belangrijkste resultaten

### Olympische Winterspelen
| Editie | Plaats   | Resultaten                        |
| ------ | -------- | --------------------------------- |
| 1968   | Grenoble | kleine schans · grote schans      |
| 1972   | Sapporo  | 5e kleine schans 10e grote schans |

### Wereldkampioenschappen schansspringen
| Jaar | Plaats        | Resultaten                        |
| ---- | ------------- | --------------------------------- |
| 1966 | Oslo          | 4e kleine schans 4e grote schans  |
| 1968 | Grenoble      | kleine schans · grote schans      |
| 1970 | Wysokie Tatry | grote schans                      |
| 1972 | Sapporo       | 5e kleine schans 10e grote schans |

### Wereldkampioenschappen skivliegen
| Jaar | Plaats  | Resultaten            |
| ---- | ------- | --------------------- |
| 1972 | Planica | individuele wedstrijd |

| Seizoen   | 4S     |
| --------- | ------ |
| 1965-1966 | 8e     |
| 1966-1967 | 7e     |
| 1967-1968 | Zilver |
| 1968-1969 | Zilver |
| 1969-1970 | 4e     |
| 1970-1971 | Goud   |
| 1971-1972 | 6e     |